# Reuseni, Suceava
Reuseni (germană Reusseny) este un sat în comuna Udești din județul Suceava, Bucovina, România.

## Geografie
Satele învecinate cu Reuseniul sunt următoarele:
- la est - satul Udești
- la vest - satele Ruși-Mănăstioara și Securiceni
- la sud - satul Plăvălari
- la nord - satele Luncușoara și Ruși-Mănăstioara

Satul este așezat pe un șes înconjurat de dealuri, casele sunt înșiruite de ambele părți ale drumului ce trece prin mijlocul satului. Prin mijlocul satului trece un mic pârâu, dar care devine periculos când plouă mult, aducând pagube însemnate câmpului și satului. 

## Istoric
Despre vechimea satului nu se cunoaște aproape nimic documentar. Se precizează însă că a existat încă înainte de anul 1400 o așezare de oameni.
Pe locul unde este zidită biserica, la data de 15 octombrie 1451, a fost tăiat capul voievodului Bogdan al II-lea (1449-1451), tatăl lui Ștefan cel Mare - la o nuntă, de către Petru al III-lea Aron (domnitor al Moldovei în perioadele 1451-1452, 1454-1455 și 1455-1457), care venise cu armată asupra lui Bogdan ca să-l scoată din scaunul domnesc. Tradiția spune că după ce a fost ucis tatăl lui Ștefan cel Mare, acesta s-a refugiat în pădurea vecină, ascunzându-se într-un stejar, de frica lui Petru Aron, care voia să-l omoare.
Dar nici Petru Aron nu s-a bucurat prea mult timp de domnie, deoarece Ștefan cel Mare, fiul lui Bogdan, s-a ridicat cu oaste împotriva uzurpatorului Petru Aron și după două lupte - la Orbic și Doljești - îl biruiește pe Petru, urcându-se pe scaunul Moldovei și domnind până în anul 1504.
Construcția bisericii a fost începută la data de 8 septembrie 1503 de către Ștefan cel Mare și Sfânt, dar cum domnitorul a murit între timp, biserica a fost finalizată la 18 septembrie 1504 de către fiul său, domnitorul Bogdan al III-lea (1504-1517).

## Obiective turistice
- Biserica Tăierea Capului Sfântului Ioan Botezătorul din Reuseni - ctitorie a lui Ștefan cel Mare și construită între anii 1503-1504

## Recensământul din 1930
Componența etnică a satului Reuseni
     Români (97%)
     Germani (3%)
Componența confesională a satului Reuseni
     Ortodocși (97%)
     Romano-catolici (1,7%)
     Evanghelici\Luterani (1,3%)
Conform recensământului efectuat în 1930, populația satului Reuseni se ridica la 461 locuitori. Majoritatea locuitorilor erau români (97,0%), cu o minoritate de germani (3,0%). Din punct de vedere confesional, majoritatea locuitorilor erau ortodocși (97,0%), dar existau și romano-catolici (1,7%) și evanghelici\luterani (1,3%).